# Tjoploje (Tula, Tjoplo-Ogarjowski)
Tjoploje (russisch Тёплое) ist eine Siedlung städtischen Typs in der Oblast Tula in Russland mit 5115 Einwohnern (Stand 14. Oktober 2010).

## Geographie
Der Ort liegt knapp 70 km Luftlinie südlich des Oblastverwaltungszentrums Tula unweit des höchsten Punktes der Mittelrussischen Platte.
Tjoploje ist Verwaltungszentrum des Rajons Tjoplo-Ogarjowski sowie Sitz und einzige Ortschaft der Stadtgemeinde (gorodskoje posselenije) Rabotschi possjolok Tjoploje.

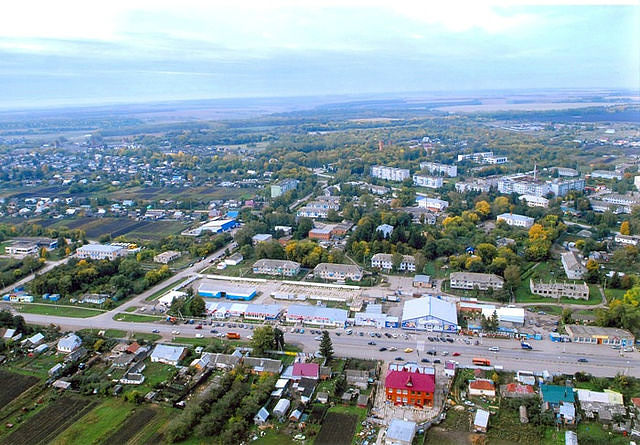
Blick auf die Siedlung
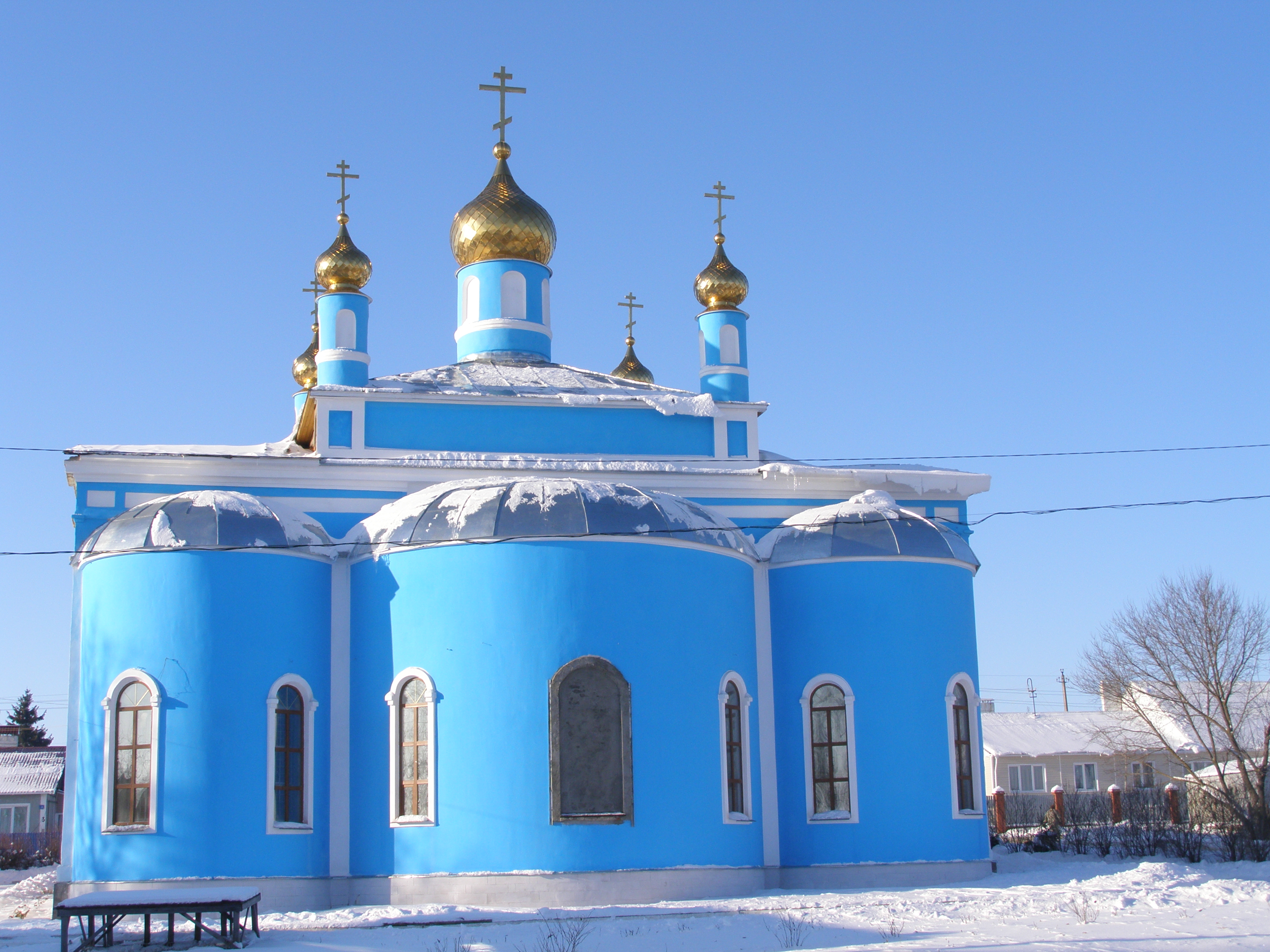
Iwerskaja-Kirche von 1874 in Tjoploje

## Geschichte
Der Ort ist als Dorf seit dem beginnenden 19. Jahrhundert bekannt. Er gehörte zum Ujesd Krapiwna des Gouvernements Tula. Am 23. Juli 1924 kam er zum neugebildeten Ograjowski rajon mit Sitz im 10 km südöstlich gelegenen Ogarjowo (heute Bolschoje Ogarjowo). 1926 wurde der Verwaltungssitz nach Tjoploje verlegt und der Rajon entsprechend umbenannt.
Im Zweiten Weltkrieg wurde Tjoploje Ende Oktober 1941 von der deutschen Wehrmacht besetzt, aber bereits Mitte Dezember 1941 während ihrer Gegenoffensive in der Schlacht um Moskau von der Roten Armee zurückerobert.
1971 erhielt der Ort den Status einer Siedlung städtischen Typs.

### Bevölkerungsentwicklung
| Jahr | Einwohner |
| ---- | --------- |
| 1897 | 613       |
| 1939 | 2219      |
| 1959 | 2100      |
| 1970 | 3220      |
| 1979 | 4801      |
| 1989 | 5740      |
| 2002 | 5457      |
| 2010 | 5115      |

Anmerkung: Volkszählungsdaten

## Verkehr
Tjoploje besitzt einen Bahnhof bei Kilometer 181 einer 1899 eröffneten Strecke der damaligen Rjasan-Uralsker Eisenbahn, die Ranenburg über Suchinitschi mit Smolensk verband. Der Abschnitt von Tjoploje in Richtung Osten über Wolowo bis Kurkino (Station Kulikowo Pole) wurde 1995 stillgelegt und in den 2000er-Jahren abgebaut. Nach Tjoploje besteht noch Güterverkehr vom 30 km westlich gelegenen Gorbatschowo an der Strecke Moskau – Kursk – Charkiw.
Durch die Siedlung verläuft die Regionalstraße 70K-125, die 25 km nordwestlich, zwischen Schtschokino und Plawsk, von der föderalen Fernstraße M2 abzweigt und in südöstlicher Richtung das gut 60 km entfernte Jefremow an der M4 erreicht. In östlicher Richtung führt die 70K-88 über das benachbarte Rajonzentrum Wolowo ebenfalls zur M4, nach Nordosten die 70K-209 nach Kirejewsk.

## Söhne und Töchter des Ortes
- Nikolai Wosnessenski (1903–1950), Politiker